# Acaulimalva stuebelii
Acaulimalva stuebelii är en malvaväxtart som först beskrevs av Georg Hans Emmo Emo Wolfgang Hieronymus, och fick sitt nu gällande namn av Krapovickas. Acaulimalva stuebelii ingår i släktet Acaulimalva och familjen malvaväxter. Inga underarter finns listade i Catalogue of Life.